# Altenburg (Weimar)
Pour les articles homonymes, voir Altenburg (homonymie).
L'Altenburg est un bâtiment de trois étages situé dans la ville allemande de Weimar. Franz Liszt y a vécu à partir de 1848. Aujourd'hui, la maison est utilisée par l'Université de musique Franz Liszt Weimar.

## Historique
Le nom du bâtiment remonte à l'ancien nom de domaine Die Alte Burg (en français : le Vieux Château).
C'est l'Oberestallmeister Friedrich von Seebach (de), qui a accompagné le duc Charles-Auguste et Johann Wolfgang von Goethe lors de la campagne de France en 1792, qui fait construire la maison en 1811.
Le 22 octobre 1813, Friedrich von Seebach, pris dans des escarmouches entre les Français et les alliés, est sauvé par sa chienne Belotte. À l'été 1822, une pierre commémorative en grès est érigée pour elle dans le jardin de l'Altenburg.
Selon l'écrivaine Jutta Hecker (de), la pierre tombale d'Henriette von Seebach se trouvait également dans le jardin de l'Altenburg, avant d'être transférée au cimetière Saint-Jacques de Weimar (de).
La maison a été le foyer de Franz Liszt et de sa compagne Carolyne zu Sayn-Wittgenstein pendant 13 ans à partir de 1848.
De nombreuses personnalités ont fréquenté les lieux : Goethe, Bettina von Arnim, Richard Wagner, Hector Berlioz, Friedrich Hebbel, Hoffmann von Fallersleben, Peter Cornelius, Joseph Joachim ou encore Hans von Bülow.
Aujourd'hui, l'Altenburg abrite la Hochschule für Musik Franz Liszt Weimar. On y trouve le Centre Franz Liszt, la Chaire d'histoire de la musique juive, des projets de recherche DFG, le Salon Liszt et de la documentation sur « Liszt, l'Altenburg et l'Europe ».